# Rick Boyer
Rick Boyer (* 13. Oktober 1943 in Evanston, Illinois; eigentlich Richard Lewis Boyer) ist ein US-amerikanischer Schriftsteller.
Der Sohn eines Anwalts studierte Englisch an der Denison University in Granville, Ohio, die er mit dem Bachelor of Arts abschloss und „Kreatives Schreiben“ bei Kurt Vonnegut an der University of Iowa. Dort erhielt er den Abschluss Master of Fine Arts. Seit 1988 ist Boyer Dozent für Literatur an der Western Carolina University.
Von 1968 war er mit Elaine Edith Smudsky verheiratet. Die Ehe, aus der zwei gemeinsamen Söhne stammen, wurde 1983 geschieden.

## Werke
- The Giant Rat of Sumatra (dt. Sherlock Holmes und die Riesenratte von Sumatra, ISBN 3-421-01892-8)
- Billingsgate Shoal (1982) (dt. Untiefe. Ullstein, 1984. ISBN 3-548-10246-8)
- The Penny Ferry (1984) (dt. Der fehlende Finger. Ullstein, 1985. ISBN 3-548-10316-2)
- The Daisy Ducks (1986) (dt. Die Daisy Ducks. Ullstein, 1988. ISBN 3-548-10544-0)
- Moscow Metal (1987)
- The Whale's Footprints (1988)
- Gone to Earth (1990)
- Yellow Bird (1991)
- Pirate Trade (1994)
- The Man Who Whispered (1998)
- The Runt (1997)
- Mzungu Mjinga: Swahili for Crazy White Man (2004)
- Buck Gentry (2005)
- Places Rated Almanac: Your Guide to Finding the Best Places to Live in America (1981)
- Places Rated Retirement Guide: Finding the Best Places in America for Retirement Living (1983)
- Yes, They're All Ours: Six of One, Half a Dozen of the Other (1994)
- Home Educating With Confidence (1996)
- Fun Projects for Hands on Character Building (1996)
- What About Socialization: Answering the Questions About Homeschooling And Social Interaction (2001)

## Auszeichnungen
- 1983 Edgar Allan Poe Award – Best Novel für Billingsgate Shoal (dt.: Untiefe. Ullstein, Frankfurt/M. 1984)